# Чемпионат Беларуси по шашечной композиции 2011
Чемпионат Белоруссии по шашечной композиции 2011 года, оригинальное название — Первый этап XVI чемпионата Беларуси по шашечной композиции — национальное спортивное соревнование по шашечной композиции. Организатор — комиссия по композиции Белорусской Федерации Шашек. Чемпионат проводился заочно с 10 февраля по 20 декабря 2011 года в четырёх разделах шашек-64 (русская версия).
Выполнившим квалификационные разрядные нормы, согласно действующей ЕСК РБ, могли присваиваться разряды и звания по шашечной композиции.

## О турнире
Начиная с 1991 года, белорусские чемпионаты стали проводиться раз в два года, при этом разделив соревнования по русским и международным шашкам на ежегодные этапы чемпионата. Суммирования очков этапов не производилось. Таким образом, в XVI чемпионате Беларуси по шашечной композиции на 1-м этапе соревновались в русские шашки, а на следующий год, в 2012-м, на 2-м этапе — в международные.
Чемпионат проводился в целях:
— Выявления лучших произведений, созданных за период с 10 апреля 2009 г. по 10 апреля 2011 г.
— Определения сильнейших шашечных композиторов республики за указанный период
— Повышения мастерства шашечных композиторов
— Популяризации шашек средствами шашечной композиции.
Соревнования проводились в 4 дисциплинах: миниатюры, проблемы, задачи, этюды.
В каждой из этих дисциплин (разделов) участник мог представить не более шести произведений (композиций). Условия для конкурсной подборки: созданные самостоятельно или в соавторстве, новые или опубликованные после 9 апреля 2009 года. Для новых композиций указывается, что они не опубликованы. Если композиция является исправлением ранее забракованной, то автор должен был привести первое место публикации позиции, которая исправляется и саму позицию с решением. Исправление и углубление ранее составленных и опубликованных композиций в сроках не ограничивается, но если она уже участвовала в чемпионатах Беларуси и получала положительную оценку, то предшествовавшая позиция будет рассматриваться как ИП. Коллективное произведение идет в зачет соавтору, представившему это произведение на данное соревнование.
Соревнование проводилось по Кодексу шашечной композиции, вступившего в силу с 1 июля 2004 года. Согласно решению семинара комиссии по композиции от 14.04.2007 доказательство легальности готового удара не требуется. Нелегальность рассматривалась только как недостаток начальной расстановки.

## Судейская коллегия
Состав:
- координатор — Виталий Ворушило (Беларусь)
- по три судьи в каждом разделе —

Миниатюры-64 и Проблемы-64 — Рустам Шаяхметов (Россия), Иван Ивацко (Украина), Валдас Беляускас (Литва)
Задачи-64 — Михаил Фёдоров, Владимир Рычка (оба — Украина), Александр Резанко (Беларусь)
Этюды-64 — Римас Мацкявичюс, Валдас Беляускас (оба — Литва), Александр Катюха Катюха (Украина)
Судейская бригада не могла принимать участие ни в одном из разделов.
Конечной оценкой является средняя оценка, получаемая от суммы двух максимальных оценок. Судья раздела имеет право изменить оценку, выставленную в предыдущем соревновании, если считает это нужным.
Никакие замечания в отношении качества позиций не принимаются после объявления окончательных итогов. Участники не имеют права обсуждать оценки судей. Если будут выявлены случаи давления участников на судей разделов, то результаты этого участника будут аннулированы, а сам участник будет дисквалифицирован на срок определённый комиссией по композиции.

## Ход турнира
Лучшим стал Пётр Шклудов с двумя золотыми медалями. Дмитрий Камчицкий, завоевал две бронзовые медали.

## Спортивные результаты
Миниатюры-64.
 Александр Коготько — 30,75.  Василий Гребенко — 30,125.  Александр Сапегин — 26,75. 4.Пётр Шклудов — 26,75. 5. Дмитрий Камчицкий — 24,625. 6. Виктор Шульга — 24,625. 7. Николай Грушевский — 24,125. 8. Александр Терешонок — 23,125 9. Александр Перевозников — 22,75. 10. Владимир Сапежинский — 21,5. 11. Пётр Кожановский — 21,375. 12. Николай Лешкевич — 21,25. 13. Леонид Витошкин — 18,75. 14. Григорий Кравцов — 15,25. 15. Николай Вергейчик — 10,375. 16. Юрий Мурадов — 0.
Проблемы-64.
 Пётр Шклудов — 34,125.  Иван Навроцкий —
31,125.  Дмитрий Камчицкий — 30,75. 4. Николай Лешкевич — 30,5. 5. Александр Перевозников — 29,625. 6. Виктор Шульга — 27,75. 7. Николай Грушевский — 27. 8. Пётр Кожановский — 20,75. 9. Николай Вергейчик — 14,375. 10. Александр Коготько — 13. 11. Владимир Сапежинский — 8,625. 12. Леонид Витошкин — 7. 13. Юрий Мурадов — 5,25. 14.Григорий Кравцов — 2. 15. Дмитрий Слесарчик — 0.
Этюды-64.
 Пётр Шклудов — 30,502.  Леонид Витошкин — 26,125.  Дмитрий Камчицкий — 14,5. 4.Пётр Кожановский — 12. 5. Григорий Кравцов — 11,25. 6. Владимир Сапежинский — 10,625. 7. Николай Грушевский — 10,625. 8. Александр Коготько — 10,375. 9. Виктор Шульга — 8,5. 10. Николай Зайцев — 5,25.
Задачи-64.
 Александр Шурпин — 27.  Николай Бобровник — 25,375.  Владимир Сапежинский — 23,625. 4.Леонид Витошкин —
3,625.

## Награждение
Победителю каждого раздела присвоено звание чемпиона Республики Беларусь по шашечной композиции. Они награждены дипломами I степени, медалями. Участники, занявшие второе и третье места, награждены соответственно дипломами II и III степени, медалями.